# Kochana Polsko
Kochana Polsko – singel polskiego rapera i producenta muzycznego O.S.T.R.-a promujący płytę Tabasko. Wydawnictwo ukazało się 10 czerwca 2002 roku na płycie CD oraz kasecie w formie maxi singla nakładem wytwórni muzycznej Asfalt Records w dystrybucji Sony Music Entertainment. Na płycie poza utworem tytułowym znalazły się m.in. remiksy i ścieżki a cappella. 23 września, także 2002 roku singel został wydany na 12" płycie gramofonowej.
Promowana teledyskiem piosenka tytułowa dotarła do 10. miejsca zestawienia Szczecińskiej Listy Przebojów Polskiego Radia.

## Lista utworów
Opracowano na podstawie materiału źródłowego.
| Maxi singel 1. „Kochana Polsko” (Radio Edit) – 3:05 2. „Kochana Polsko” (Street) – 3:05 3. „Kochana Polsko” (O.S.T.R. remix; radio Edit) – 3:17 4. „Kochana Polsko” (O.S.T.R. remix; Street) – 3:17 5. „Grzech za grzech” (Radio Edit) – 3:29 6. „Grzech za grzech” (Street) – 3:29 7. „Kochana Polsko” – 3:01 (utwór instrumentalny) 8. „Kochana Polsko” (O.S.T.R. remix) – 3:17 (utwór instrumentalny) 9. „Grzech za grzech” – 3:30 (utwór instrumentalny) 10. „Kochana Polsko” – 2:57 (A cappella) 11. „Grzech za grzech” – 3:12 (A cappella) |  | 12" płyta gramofonowa Strona A 1. „Kochana Polsko – 3:05 (Album) 2. „Kochana Polsko – 3:17 (Remix) 3. „Kochana Polsko” – 3:01 (utwór instrumentalny) 4. „Kochana Polsko” – 2:58 (A cappella) Strona B 1. „Grzech za grzech” – 3:29 (Album) 2. „Grzech za grzech” – 3:30 (utwór instrumentalny) 3. „Grzech za grzech” – 3:12 (A cappella) 4. „Kochana Polsko (Remix Instrumental) 3:17 |